# Sort dværg
En sort dværg er en hypotetisk form for "død" stjerne – typisk en stjerne af typen hvid dværg, som er kølet så meget af, at den har samme temperatur som det omkringliggende rum og ikke længere udsender noget lys.